# 虎斑☆恐龍王
虎斑☆恐龍王，是日本歌手堂本剛曾經使用過的個人創作名義（藝名）「ENDLICHERI☆ENDLICHERI」的中文譯名。

## 名稱由來
「ENDLICHERI☆ENDLICHERI」指的是學名為Polypterus endlicheri的恩氏多鰭魚，其俗名為「虎斑恐龍王」。唱片公司將俗名拆分兩部分，嵌入原藝名，因而成為「虎斑☆恐龍王」。
會使用這個魚類作為名稱來源的由來是：「據說它是一種改變觀賞角度，看起來就會是完全不同的生物，擁有不可思議的外貌。」「另外它也擁有像『翅膀』般的眾多背鰭，期望自己的音樂一樣擁有『翅膀』，能傳遞到很多人的心裡。」「因為那是一條非常膽小的魚，這一點和自己相通。」由於「ENDLICHERI☆ENDLICHERI」此名稱太長，開始有了各種暱稱，曾有（Endli）、（En先生）、（Dli）和（Cheri）這四個作為候選，但是後來因為被名主持人Tamori說「很像雀鳥」而改成了。之後Kokoriko的遠藤章造更提出了改稱，但又因為ドリー會讓人聯想起美夢成真，而最後決定使用「（Cheri）」。
關於為何要用新的名稱進行音樂作品發表與演唱活動，本人表示，「若使用『堂本剛』這個名字的話，就會被固定在『堂本剛＝KinKi Kids』原有形象，自己今後將陸續專注創新的音樂作品，大眾仍可能不加思索就與原本「堂本剛」直接連結而有先入為主的印象。為了要形象區隔，而提出了這個新名稱。」（其拍檔堂本光一過去亦曾以類似的理由而在作曲作詞一欄用上了其他名字）。不希望大家只能見到被標籤為偶像的那個自己，而是也想讓大家看到那個平時的自己，並非僅針對堂本剛原本形象的否定。他於ENDLICHERI☆ENDLICHERI的演唱會上曾表示「對於自己是偶像團體KinKi Kids的堂本剛感到非常自豪，很感謝讓他能夠有這樣的活動。」及「我很喜歡KinKi Kids」。
根據其本人意思，他以此身份發表的樂曲並不會在KinKi Kids現在主持的電台節目裡播放，而在KinKi Kids的官方網站中也不會刊有相關內容（故開設了一個單獨的官方網站），歌迷會所發刊的會報也不會刊出相關內容等等，實行與以KinKi Kids及堂本剛名義的活動完全分開的模式，極力不在電視、電台等出現。另外，對於傑尼斯事務所旗下藝人來說非常罕有地能夠登上音樂雜誌諸如『B-PASS』及『音樂與人』。
另外當他作為ENDLICHERI☆ENDLICHERI身份出現在電視或電台時，盡量不說關西腔的日語。（雖然因為這是他的母語，所以間中亦會出現一些關西腔的音調，但他卻努力地繼續以標準腔來說話。）

## 經歷
在2005年12月3日起限定三天，與潮流品牌EDWIN合作，推出特設的T恤及廣告。那個時候故意沒有在電視露面，就連廣告也只用上了標誌及代表卡通人物「Sankaku（三角君）」的樣子。那是為了嘗試「慢慢地浸透並殘留在記憶之中」、「不太清楚是什麼，但，就是會覺得在意」，讓想傳達的印象在人們的記憶中，漸漸的繁殖。
在2006年3月19日至5月21日期間，在橫濱的橫濱港未來21建造了一個特設會場名為「The Endli. Water Tank」，舉行了共46場的長時間演唱會。而作為這個演唱會發售商品之一的特製麵包更加吸引了歌迷們連日排隊搶購。另外，在同年的7月5日至8月20日在同地點作加開的30場演唱後，由於他本人希望「舉行到第100場為止。」，所以又從同年的9月20日至10月29日再次加開了另外24場，最終共舉行了100場演出。
在2006年5月3日，適逢以ENDLICHERI☆ENDLICHERI名義的活動第200天，在朝日電視台播放了秘密的紀錄片。片段中拍攝了演唱會的模樣，以為一些台前幕後的貴重片段。
2008年4月2日以244 ENDLI-x的名義推出專輯[I AND 愛]和single[Kurikaesu 春]，由ENDLICHERI☆ENDLICHERI正名為244 ENDLI-x。

## 作品記錄

### 單曲
1. 染井吉野 〈ソメイヨシノ〉（2006年2月1日）
2. The Rainbow Star （2006年6月28日）
3. 因為天空在哭泣 〈空が泣くから〉（2007年2月7日）
4. 春來春去 〈Kurikaesu 春〉（2008年4月2日）

### 專輯
1. Coward （2006年3月1日）
2. Neo Africa Rainbow Ax（2007年4月11日）
3. I AND 愛 （2008年4月2日）

### 影像作品
1. 胸宇宙 ENDLICHERI☆ENDLICHERI Documentary （2007年2月14日）
收錄了由整個項目開始至演唱會「The Rainbow Star」共100場演出的紀錄片
2. 不完全 FUNKY WHITE DRAGON （2007年3月14日）
收錄了在橫濱港未來特設會場舉行的演唱會「The Rainbow Star」映像

### 演唱會
1. 「The Rainbow Star」
  - 場地：橫濱港未來特設會場
  - 日期：2006年3月19日～2006年5月21日 共46場
  - 加場：2006年7月5日～2006年8月20日 共30場
  - 再加場：2006年9月20日～2006年10月29日 共24場　總共100場演出
2. ENDLICHERI☆ENDLICHERI presents Funky Party 2007 「SparkLing Love」
  - 場地：仙台宮城野區特設會場 「endli9. fun9. la9」
  - 日期：2007年2月23日～2007年3月4日 共8場
3. ENDLICHERI☆ENDLICHERI presents Funky Party 2007 「Neo Africa Rainbow Ax」
  - 場地：台場・青海J地區特設會場 「The ENDLI. WATER TANK 2」
  - 日期：2007年3月16日~～2007年6月24日 共49場
4. ENDLICHERI☆ENDLICHERI presents 「244 ENDLI-x LIVE TOUR '08」
  - 場地：橫濱arena等 共15個場地
  - 日期：2008年3月29日～2008年5月28日（Arena Tour） 共8場
  - 加場：2008年4月4日～2008年5月25日（Live House） 共19場．總共27埸演出
5. ENDLICHERI☆ENDLICHERI LIVE 「CHERI 4 U」
  - 場地：神戶．代代木 共2個場地
  - 日期：2009年8月15&16日 & 2009年8月19&20日 共4場
6. ENDLICHERI☆ENDLICHERI LIVE 「CHERI E LIVE」
  - 場地：北海道．福岡．名古屋．代代木．大阪 共5個場地
  - 日期：2010年8月8~28日  共5場

### 電台節目
- 244ENDLI-x produce BOOTLEG RADIO(2008.03.07～)

## 外部連結
- ENDLICHERI☆ENDLICHERI - 官方網站（日語）